# Очковая соня
Очковая соня, или южноафриканская соня (лат. Graphiurus ocularis) — вид грызунов рода африканские сони семейства соневые, один из четырёх видов африканских сонь, являющихся эндемиками Южной Африки.

## Биологическое описание
Очковые сони имеют пушистый, почти беличий хвост, довольно короткую мордочку, маленькие уши и мягкий мех. Мордочка с белыми и серыми крапинками, вокруг глаз темные круги. Щеки, нижняя поверхность тела и верхние поверхности лап белые. Хвост также имеет белые волоски.

## Ареал
Распространены в западной части Южной Африки, где обитают в скалистых местностях, на деревьях и в хозяйственных постройках.

## Образ жизни
Очковые сони ведут ночной образ жизни. Это подвижные зверьки, превосходно лазающие и карабкающиеся.

## Питание
Объектом питания очковым соням служат семена и другая пища растительного происхождения, а также мелкие беспозвоночные.